# Super Bowl VII
Super Bowl VII was de zevende editie van de Super Bowl, de American Football-finale tussen de kampioenen van de National Football Conference en de American Football Conference van 1972. De Super Bowl werd op 14 januari 1973 gehouden in het Los Angeles Memorial Coliseum in Los Angeles. De Miami Dolphins wonnen de wedstrijd met 14–7 tegen de Washington Redskins en werden zo de kampioen van de National Football League.

## Play-offs
Play-offs gespeeld na het reguliere seizoen.
|  | Divisional Play-offs          | Divisional Play-offs          |                                 |    | NFC & AFC Championships | NFC & AFC Championships |  |  | Super Bowl VII | Super Bowl VII |
|  |                               |                               |                                 |    |                         |                         |  |  |                |                |
|  |                               |                               |                                 |    |                         |                         |  |  |                |                |
|  | Robert F. Kennedy, 24 dec.    |                               |                                 |    |                         |                         |  |  |                |                |
|  |                               |                               |                                 |    |                         |                         |  |  |                |                |
|  | Washington Redskins           | 16                            |                                 |    |                         |                         |  |  |                |                |
|  | Washington Redskins           | 16                            | Robert F. Kennedy, 31 dec.      |    |                         |                         |  |  |                |                |
|  | Green Bay Packers             | 3                             |                                 |    |                         |                         |  |  |                |                |
|  | Green Bay Packers             | 3                             | Washington Redskins             | 26 |                         |                         |  |  |                |                |
|  | Candlestick Park, 23 dec.     |                               | Washington Redskins             | 26 |                         |                         |  |  |                |                |
|  |                               | Dallas Cowboys                | 3                               |    |                         |                         |  |  |                |                |
|  | San Francisco 49ers           | Dallas Cowboys                | 3                               | 28 |                         |                         |  |  |                |                |
|  | San Francisco 49ers           |                               | L.A. Memorial Coliseum, 14 jan. | 28 |                         |                         |  |  |                |                |
|  | Dallas Cowboys                | 30                            |                                 |    |                         |                         |  |  |                |                |
|  | Dallas Cowboys                | 30                            | Washington Redskins             | 7  |                         |                         |  |  |                |                |
|  | Three Rivers Stadium, 23 dec. |                               | Washington Redskins             | 7  |                         |                         |  |  |                |                |
|  |                               | Miami Dolphins                | 14                              |    |                         |                         |  |  |                |                |
|  | Pittsburgh Steelers           | Miami Dolphins                | 14                              | 13 |                         |                         |  |  |                |                |
|  | Pittsburgh Steelers           | Three Rivers Stadium, 31 dec. |                                 | 13 |                         |                         |  |  |                |                |
|  | Oakland Raiders               | 7                             |                                 |    |                         |                         |  |  |                |                |
|  | Oakland Raiders               | 7                             | Pittsburgh Steelers             | 17 |                         |                         |  |  |                |                |
|  | Miami Orange Bowl, 24 dec.    |                               | Pittsburgh Steelers             | 17 |                         |                         |  |  |                |                |
|  |                               | Miami Dolphins                | 21                              |    |                         |                         |  |  |                |                |
|  | Miami Dolphins                | Miami Dolphins                | 21                              | 20 |                         |                         |  |  |                |                |
|  | Miami Dolphins                |                               |                                 | 20 |                         |                         |  |  |                |                |
|  | Cleveland Browns              | 14                            |                                 |    |                         |                         |  |  |                |                |
|  | Cleveland Browns              | 14                            |                                 |    |                         |                         |  |  |                |                |